# Khalkha Gol
El Khalkha Gol o Khalkhyn Gol és un riu de la Mongòlia oriental i nord de la Xina d'una llargada de 232 km. Es troba a l'oest del Gran Khingan i desaigua al Buyir Nor. En bona part del seu curs forma la frontera entre la província de Khingan i Mongòlia. Va donar nom a la part nord-est de Mongòlia des de Khingan a Kobdo i la frontera russa. Al riu Khalkha es va lliurar la batalla del mateix nom entre els soviètics i mongols d'un costat, i els japonesos de l'exèrcit de Kwantung, l'agost de 1939.